# یواس‌اس اشپیگل گرو (ال‌اس‌دی-۳۲)
یواس‌اس اشپیگل گرو (ال‌اس‌دی-۳۲) (به انگلیسی: USS Spiegel Grove (LSD-32)) یک کشتی است که طول آن ۵۱۰ فوت (۱۶۰ متر) می‌باشد. این کشتی در سال ۱۹۵۵ ساخته شد.